# 상교정본 자비도량참법 권1~3
상교정본 자비도량참법 권1~3(詳校正本 慈悲道場懺法 卷一∼三)은 서울특별시 관악구 호림박물관에 있는 조선시대의 불경이다. 1993년 9월 10일 대한민국의 보물 제1170호로 지정되었다가, 2019년 1월 3일 대한민국의 보물 제875-2호로 변경되었다.

## 개요
자비도량참법은 경전을 읽으면서 죄를 참회하는 불교의식을 말한다. 이를 수행하면 죄가 없어지고 복이 생겨난다고 하며, 죽은 사람의 영혼을 구제하여 극락으로 인도함으로써 고통으로부터 벗어날 수 있다는 공덕기원의 뜻을 담고 있다.
이 책은 나무에 새긴 다음 닥종이에 찍어 낸 것으로, 권1∼3이 1책으로 묶여있다. 원래는 두루마리 형태로 만들기 위해 한 판에 20행씩 글자를 새겼던 것을, 10행씩 찍어내어 책으로 만들었다. 크기는 세로 29.2cm 가로 17.4cm이다.
검푸른 색의 표지에는 이 책의 다른 명칭인 ‘양무참문(梁武懺文)’이 붉은 글씨로 쓰여 있으며, 권의 첫머리에는 지장보살도와 불·보살이 묘사되어 있는 변상도(變相圖)가 있다. 
이 책은 『상교정본자비도량참법』권7∼10(보물 제875호)과 동일한 판본으로, 보물 제875호 책 끝에 있는 간행기록을 통해 고려 공민왕 1년(1352)에 수한(守閑), 신규(信珪) 등의 주선으로 판각된 것임을 알 수 있다. 그러나 종이의 질이나 책의 형태 등으로 보아 조선 초기에 찍어낸 것으로 추정된다.

## 같이 보기
- 상교정본 자비도량참법

## 참고 자료
- 상교정본 자비도량참법 권1~3 - 국가유산청 국가유산포털